# Cheiloneurus javanus
Cheiloneurus javanus är en stekelart som beskrevs av Perkins 1912. Cheiloneurus javanus ingår i släktet Cheiloneurus och familjen sköldlussteklar. Inga underarter finns listade i Catalogue of Life.